# Stipa obtusa
Stipa obtusa là một loài thực vật có hoa trong họ Hòa thảo. Loài này được (Nees & Meyen) Hitchc. miêu tả khoa học đầu tiên năm 1925.